# Tweede Kamerverkiezingen in het kiesdistrict 's-Hertogenbosch (1850-1888)
Tweede Kamerverkiezingen in het kiesdistrict 's-Hertogenbosch (1850-1888) geeft een overzicht van verkiezingen voor de Nederlandse Tweede Kamer in het kiesdistrict 's-Hertogenbosch in de periode 1850-1888.
Het kiesdistrict 's-Hertogenbosch was al ingesteld in 1848. De indeling van het kiesdistrict werd in 1850 gewijzigd bij de invoering van de Kieswet. Tot het kiesdistrict behoorden vanaf dat moment de volgende gemeenten: 
Alem, Maren en Kessel, Baardwijk, Berghem, Berlicum, Bokhoven, 
Boxtel, Den Dungen, Deursen en Dennenburg, Dieden, Demen en Langel, Dinther, Drunen, Empel en Meerwijk, Engelen, Esch, Geffen, Hedikhuizen, Heesch, Heeswijk, Helvoirt, Herpen, Herpt, 's-Hertogenbosch, Heusden, Huisseling en Neerloon, Liempde, Lith, Lithoijen, Megen, Haren en Macharen, Nieuwkuyk, Nuland, Oijen en Teeffelen, Oss, Oudheusden, Ravenstein, Reek, Rosmalen, Schaijk, Schijndel, Sint-Michielsgestel, Velp, Vlijmen, Vught, Waalwijk en Zeeland, 
In 1858 werd de indeling van het kiesdistrict gewijzigd. De gemeenten Hedikhuizen, Herpt, Heusden en Oudheusden werden toegevoegd aan het kiesdistrict Gorinchem. Een gedeelte van het kiesdistrict Boxmeer (de gemeente Grave) werd toegevoegd aan het kiesdistrict 's-Hertogenbosch.
In 1869 werd de indeling van het kiesdistrict wederom gewijzigd. De gemeenten Reek, Velp en Zeeland werden toegevoegd aan het kiesdistrict Boxmeer.
In 1878 werd de indeling van het kiesdistrict wederom gewijzigd. De gemeente Grave werd toegevoegd aan het kiesdistrict Boxmeer, en de gemeenten Baardwijk, Boxtel, Drunen, Esch, Helvoirt, Liempde, Nieuwkuijk, Vlijmen en Waalwijk aan het kiesdistrict Tilburg. Een gedeelte van de kiesdistricten Boxmeer (de gemeenten Nistelrode,  Uden en Zeeland), Gorinchem (de gemeenten Hedikhuizen en Herpt) en Eindhoven (de gemeenten Erp, Sint-Oedenrode en Veghel) werd toegevoegd aan het kiesdistrict 's-Hertogenbosch.
Het kiesdistrict 's-Hertogenbosch was in deze periode een meervoudig kiesdistrict: het vaardigde twee leden af naar de Tweede Kamer. Om de twee jaar trad een van de leden af; er werd dan een periodieke verkiezing gehouden voor de vrijgevallen zetel. Bij algemene verkiezingen (na ontbinding van de Tweede Kamer) bracht elke kiezer twee stemmen uit. Om in de eerste verkiezingsronde gekozen te worden moest een kandidaat minimaal de districtskiesdrempel behalen; indien nodig werd een tweede ronde gehouden.
Legenda
- cursief: in de eerste verkiezingsronde geplaatst voor de tweede ronde;
- vet: gekozen als lid van de Tweede Kamer.

## 27 augustus 1850
De verkiezingen waren algemene verkiezingen; zij werden gehouden na ontbinding van de Tweede Kamer na inwerkingtreding van de Kieswet.
|                                    | 27 augustus | 11 september |
| ---------------------------------- | ----------- | ------------ |
| Kiesgerechtigden                   | 2.817       | 2.817        |
| Opkomst                            | 1.948       | 1.670        |
| Geldige stemmen                    | 3.804       | 1.653        |
| Blanco stemmen                     | 70          | 16           |
| Kiesdrempel                        | 951         | 827          |
| Kandidaten                         |             |              |
| J.L.A. Luyben                      | 1.405       |              |
| J.H.H. de Poorter                  | 332         | 830          |
| F.G.J. van Rijckevorsel van Kessel | 605         | 823          |
| J.B.H. van de Mortel               | 319         |              |
| J.R. Thorbecke                     | 257         |              |
| C.J. van Heusden                   | 135         |              |
| L.H. Rouppe van der Voort          | 126         |              |
| A.A. Heeren                        | 118         |              |
| W.C. van Heurn                     | 109         |              |
| N.F.C.J. Sassen                    | 59          |              |
| J.D.W. Pape                        | 55          |              |
| L.D. van Heyst                     | 53          |              |
| C. Schiffer                        | 29          |              |

## 8 juni 1852
De verkiezingen waren periodieke verkiezingen; zij werden gehouden vanwege de afloop van de zittingstermijn van een gekozen lid.
|                                    | 8 juni |
| ---------------------------------- | ------ |
| Kiesgerechtigden                   | 2.800  |
| Opkomst                            | 1.562  |
| Geldige stemmen                    | 1.538  |
| Blanco stemmen                     | 13     |
| Kandidaten                         |        |
| J.H.H. de Poorter                  | 934    |
| F.G.J. van Rijckevorsel van Kessel | 567    |

## 17 mei 1853
De verkiezingen waren algemene verkiezingen; zij werden gehouden na ontbinding van de Tweede Kamer.
|                                    | 17 mei | 31 mei |
| ---------------------------------- | ------ | ------ |
| Kiesgerechtigden                   | 2.805  | 2.805  |
| Opkomst                            | 2.033  | 1.698  |
| Geldige stemmen                    | 3.974  | 1.680  |
| Blanco stemmen                     | 60     | 16     |
| Kiesdrempel                        | 994    | 840    |
| Kandidaten                         |        |        |
| J.L.A. Luyben                      | 1.150  |        |
| J.H.H. de Poorter                  | 987    | 1.074  |
| J.R. Thorbecke                     | 946    | 606    |
| E.J.H. Borret                      | 598    |        |
| F.G.J. van Rijckevorsel van Kessel | 47     |        |
| G.W. Vreede                        | 44     |        |
| S. van Hoogstraten                 | 37     |        |
| J.D.W. Pape                        | 31     |        |

## 13 juni 1854
De verkiezingen waren periodieke verkiezingen; zij werden gehouden vanwege de afloop van de zittingstermijn van een gekozen lid.
|                  | 13 juni |
| ---------------- | ------- |
| Kiesgerechtigden | 2.805   |
| Opkomst          | 1.131   |
| Geldige stemmen  | 1.101   |
| Blanco stemmen   | 27      |
| Kandidaten       |         |
| J.L.A. Luyben    | 1.084   |

## 10 juni 1856
De verkiezingen waren periodieke verkiezingen; zij werden gehouden vanwege de afloop van de zittingstermijn van een gekozen lid.
|                                    | 10 juni | 24 juni |
| ---------------------------------- | ------- | ------- |
| Kiesgerechtigden                   | 2.743   | 2.743   |
| Opkomst                            | 1.744   | 1.722   |
| Geldige stemmen                    | 1.731   | 1.709   |
| Blanco stemmen                     | 9       | 10      |
| Kandidaten                         |         |         |
| J.H.H. de Poorter                  | 839     | 1.130   |
| J.B.A.J.M. Verheyen                | 318     | 579     |
| J.B.H. van de Mortel               | 297     |         |
| F.G.J. van Rijckevorsel van Kessel | 269     |         |

## 8 juni 1858
De verkiezingen waren periodieke verkiezingen; zij werden gehouden vanwege de afloop van de zittingstermijn van een gekozen lid.
|                  | 8 juni |
| ---------------- | ------ |
| Kiesgerechtigden | 2.776  |
| Opkomst          | 1.081  |
| Geldige stemmen  | 1.058  |
| Blanco stemmen   | 21     |
| Kandidaten       |        |
| J.L.A. Luyben    | 1.029  |

## 11 oktober 1859
Johannes Luyben, gekozen bij de verkiezingen van 8 juni 1858, overleed op 18 september 1859. Om in de ontstane vacature te voorzien werd een tussentijdse verkiezing gehouden.
|                    | 11 oktober |
| ------------------ | ---------- |
| Kiesgerechtigden   | 2.720      |
| Opkomst            | 1.716      |
| Geldige stemmen    | 1.707      |
| Blanco stemmen     | 10         |
| Kandidaten         |            |
| A.F.X. Luyben      | 993        |
| H. Sassen          | 570        |
| J.U. van der Marck | 121        |

## 12 juni 1860
De verkiezingen waren periodieke verkiezingen; zij werden gehouden vanwege de afloop van de zittingstermijn van een gekozen lid.
|                   | 12 juni |
| ----------------- | ------- |
| Kiesgerechtigden  | 2.720   |
| Opkomst           | 1.007   |
| Geldige stemmen   | 994     |
| Blanco stemmen    | 16      |
| Kandidaten        |         |
| J.H.H. de Poorter | 955     |

## 10 juni 1862
De verkiezingen waren periodieke verkiezingen; zij werden gehouden vanwege de afloop van de zittingstermijn van een gekozen lid.
|                  | 10 juni |
| ---------------- | ------- |
| Kiesgerechtigden | 2.753   |
| Opkomst          | 1.093   |
| Geldige stemmen  | 1.055   |
| Blanco stemmen   | 38      |
| Kandidaten       |         |
| A.F.X. Luyben    | 936     |
| J.F. Kolen       | 31      |

## 14 juni 1864
De verkiezingen waren periodieke verkiezingen; zij werden gehouden vanwege de afloop van de zittingstermijn van een gekozen lid.
|                   | 14 juni |
| ----------------- | ------- |
| Kiesgerechtigden  | 2.893   |
| Opkomst           | 1.019   |
| Geldige stemmen   | 995     |
| Blanco stemmen    | 22      |
| Kandidaten        |         |
| J.H.H. de Poorter | 954     |

## 12 juni 1866
De verkiezingen waren periodieke verkiezingen; zij werden gehouden vanwege de afloop van de zittingstermijn van een gekozen lid.
|                   | 12 juni |
| ----------------- | ------- |
| Kiesgerechtigden  | 2.920   |
| Opkomst           | 1.114   |
| Geldige stemmen   | 1.092   |
| Blanco stemmen    | 21      |
| Kandidaten        |         |
| A.F.X. Luyben     | 1.033   |
| B. Donker Curtius | 38      |

## 30 oktober 1866
De verkiezingen waren algemene verkiezingen; zij werden gehouden na ontbinding van de Tweede Kamer.
|                             | 30 oktober |
| --------------------------- | ---------- |
| Kiesgerechtigden            | 2.920      |
| Opkomst                     | 2.188      |
| Geldige stemmen             | 4.229      |
| Blanco stemmen              | 149        |
| Kiesdrempel                 | 1.057      |
| Kandidaten                  |            |
| A.F.X. Luyben               | 1.874      |
| F.J.E. van Zinnicq Bergmann | 1.143      |
| J.H.H. de Poorter           | 942        |
| J.J. Suys                   | 191        |

## 22 januari 1868
De verkiezingen waren algemene verkiezingen; zij werden gehouden na ontbinding van de Tweede Kamer.
|                                    | 22 januari |
| ---------------------------------- | ---------- |
| Kiesgerechtigden                   | 2.964      |
| Opkomst                            | 2.093      |
| Geldige stemmen                    | 4.161      |
| Blanco stemmen                     | 29         |
| Kiesdrempel                        | 1.040      |
| Kandidaten                         |            |
| J.M.B.J. van der Does de Willebois | 1.385      |
| F.J.E. van Zinnicq Bergmann        | 1.311      |
| J.J. Suys                          | 676        |
| J.H.H. de Poorter                  | 589        |
| P.F. van Cooth                     | 82         |
| W.J. Knoop                         | 72         |

## 8 juni 1869
De verkiezingen waren periodieke verkiezingen; zij werden gehouden vanwege de afloop van de zittingstermijn van een gekozen lid.
|                             | 8 juni |
| --------------------------- | ------ |
| Kiesgerechtigden            | 2.764  |
| Opkomst                     | 2.237  |
| Geldige stemmen             | 2.228  |
| Blanco stemmen              | 7      |
| Kandidaten                  |        |
| F.J.E. van Zinnicq Bergmann | 1.574  |
| P.F. van Cooth              | 649    |

## 13 juni 1871
De verkiezingen waren periodieke verkiezingen; zij werden gehouden vanwege de afloop van de zittingstermijn van een gekozen lid.
|                                    | 13 juni |
| ---------------------------------- | ------- |
| Kiesgerechtigden                   | 2.760   |
| Opkomst                            | 1.464   |
| Geldige stemmen                    | 1.346   |
| Blanco stemmen                     | 86      |
| Kandidaten                         |         |
| J.M.B.J. van der Does de Willebois | 1.308   |

## 10 juni 1873
De verkiezingen waren periodieke verkiezingen; zij werden gehouden vanwege de afloop van de zittingstermijn van een gekozen lid.
|                             | 10 juni |
| --------------------------- | ------- |
| Kiesgerechtigden            | 2.800   |
| Opkomst                     | 1.757   |
| Geldige stemmen             | 1.742   |
| Blanco stemmen              | 12      |
| Kandidaten                  |         |
| F.J.E. van Zinnicq Bergmann | 1.474   |
| N.R.H. Guljé                | 251     |

## 8 juni 1875
De verkiezingen waren periodieke verkiezingen; zij werden gehouden vanwege de afloop van de zittingstermijn van een gekozen lid.
|                                    | 8 juni |
| ---------------------------------- | ------ |
| Kiesgerechtigden                   | 2.833  |
| Opkomst                            | 1.398  |
| Geldige stemmen                    | 1.367  |
| Blanco stemmen                     | 31     |
| Kandidaten                         |        |
| J.M.B.J. van der Does de Willebois | 1.343  |

## 11 januari 1876
Johannes van der Does de Willebois, gekozen bij de verkiezingen van 8 juni 1875, trad op 12 december 1875 af vanwege zijn benoeming als president van het Gerechtshof te 's-Hertogenbosch. Om in de ontstane vacature te voorzien werd een tussentijdse verkiezing gehouden.
|                         | 11 januari |
| ----------------------- | ---------- |
| Kiesgerechtigden        | 2.833      |
| Opkomst                 | 1.330      |
| Geldige stemmen         | 1.317      |
| Blanco stemmen          | 9          |
| Kandidaten              |            |
| P.G.J. van der Schrieck | 1.221      |
| P.F. van Cooth          | 78         |

## 12 juni 1877
De verkiezingen waren periodieke verkiezingen; zij werden gehouden vanwege de afloop van de zittingstermijn van een gekozen lid.
|                             | 12 juni |
| --------------------------- | ------- |
| Kiesgerechtigden            | 2.980   |
| Opkomst                     | 1.188   |
| Geldige stemmen             | 1.162   |
| Blanco stemmen              | 26      |
| Kandidaten                  |         |
| F.J.E. van Zinnicq Bergmann | 1.135   |

## 25 maart 1879
Franciscus van Zinnicq Bergmann, gekozen bij de verkiezingen van 12 juni 1877, overleed op 25 februari 1879. Om in de ontstane vacature te voorzien werd een tussentijdse verkiezing gehouden.
|                                    | 25 maart |
| ---------------------------------- | -------- |
| Kiesgerechtigden                   | 3.163    |
| Opkomst                            | 1.625    |
| Geldige stemmen                    | 1.588    |
| Blanco stemmen                     | 35       |
| Kandidaten                         |          |
| J.G. de Bruijn                     | 1.444    |
| F.G.J. van Rijckevorsel van Kessel | 128      |

## 10 juni 1879
De verkiezingen waren periodieke verkiezingen; zij werden gehouden vanwege de afloop van de zittingstermijn van een gekozen lid.
|                         | 10 juni |
| ----------------------- | ------- |
| Kiesgerechtigden        | 3.233   |
| Opkomst                 | 1.470   |
| Geldige stemmen         | 1.452   |
| Blanco stemmen          | 15      |
| Kandidaten              |         |
| P.G.J. van der Schrieck | 1.344   |
| H.S.J. Rose             | 64      |

## 14 juni 1881
De verkiezingen waren periodieke verkiezingen; zij werden gehouden vanwege de afloop van de zittingstermijn van een gekozen lid.
|                  | 14 juni |
| ---------------- | ------- |
| Kiesgerechtigden | 3.324   |
| Opkomst          | 1.435   |
| Geldige stemmen  | 1.416   |
| Blanco stemmen   | 17      |
| Kandidaten       |         |
| J.G. de Bruijn   | 1.286   |
| H.S.J. Rose      | 98      |

## 27 september 1881
Pierre van der Schrieck, gekozen bij de verkiezingen van 10 juni 1879, trad op 2 september 1881 af vanwege zijn bevordering tot luitenant-generaal der infanterie. Om in de ontstane vacature te voorzien werd een tussentijdse verkiezing gehouden.
|                         | 27 september |
| ----------------------- | ------------ |
| Kiesgerechtigden        | 3.324        |
| Opkomst                 | 1.072        |
| Geldige stemmen         | 1.053        |
| Blanco stemmen          | 18           |
| Kandidaten              |              |
| P.G.J. van der Schrieck | 1.043        |

## 12 juni 1883
De verkiezingen waren periodieke verkiezingen; zij werden gehouden vanwege de afloop van de zittingstermijn van een gekozen lid.
|                         | 12 juni |
| ----------------------- | ------- |
| Kiesgerechtigden        | 3.386   |
| Opkomst                 | 1.258   |
| Geldige stemmen         | 1.242   |
| Blanco stemmen          | 12      |
| Kandidaten              |         |
| P.G.J. van der Schrieck | 1.132   |
| G.J.G. Klerck           | 80      |

## 11 september 1883
Jacobus de Bruijn, gekozen bij de verkiezingen van 14 juni 1881, trad op 16 augustus 1883 af vanwege zijn verkiezing tot lid van de Eerste Kamer. Om in de ontstane vacature te voorzien werd een tussentijdse verkiezing gehouden.
|                  | 11 september |
| ---------------- | ------------ |
| Kiesgerechtigden | 3.386        |
| Opkomst          | 1.073        |
| Geldige stemmen  | 1.062        |
| Blanco stemmen   | 10           |
| Kandidaten       |              |
| A.F. Vos de Wael | 984          |
| G.J.G. Klerck    | 60           |

## 28 oktober 1884
De verkiezingen waren algemene verkiezingen; zij werden gehouden na ontbinding van de Tweede Kamer.
|                         | 28 oktober |
| ----------------------- | ---------- |
| Kiesgerechtigden        | 3.322      |
| Opkomst                 | 1.394      |
| Geldige stemmen         | 2.758      |
| Blanco stemmen          | 26         |
| Kiesdrempel             | 690        |
| Kandidaten              |            |
| P.G.J. van der Schrieck | 1.265      |
| A.F. Vos de Wael        | 1.251      |
| H.S.J. Rose             | 88         |
| W. Thorbecke            | 80         |

## 15 juni 1886
De verkiezingen waren algemene verkiezingen; zij werden gehouden na ontbinding van de Tweede Kamer.
|                         | 15 juni |
| ----------------------- | ------- |
| Kiesgerechtigden        | 3.416   |
| Opkomst                 | 1.661   |
| Geldige stemmen         | 3.298   |
| Blanco stemmen          | 24      |
| Kiesdrempel             | 825     |
| Kandidaten              |         |
| P.G.J. van der Schrieck | 1.420   |
| A.F. Vos de Wael        | 1.406   |
| P.F. van Cooth          | 234     |
| P.M.F. van Meeuwen      | 210     |

## 1 september 1887
De verkiezingen waren algemene verkiezingen; zij werden gehouden na ontbinding van de Tweede Kamer.
|                         | 1 september |
| ----------------------- | ----------- |
| Kiesgerechtigden        | 3.449       |
| Opkomst                 | 1.366       |
| Geldige stemmen         | 2.704       |
| Blanco stemmen          | 16          |
| Kiesdrempel             | 676         |
| Kandidaten              |             |
| P.G.J. van der Schrieck | 1.256       |
| A.F. Vos de Wael        | 1.118       |
| P.F. van Cooth          | 152         |
| A.H. Sassen             | 94          |

## Voortzetting
Na de grondwetsherziening van 1887 werden de meervoudige kiesdistricten opgeheven; het kiesdistrict 's-Hertogenbosch werd derhalve omgezet in een enkelvoudig kiesdistrict. De gemeenten Alem, Maren en Kessel, Berghem, Deursen en Dennenburg, 	  	 
Dieden, Demen en Langel, Geffen, Heesch, Herpen, Huisseling en Neerloon, Lith, Lithoijen, Megen, Haren en Macharen, Nistelrode, Oijen en Teeffelen, Oss, Ravenstein, Reek, Schaijk, Uden, Velp en Zeeland werden toegevoegd aan het kiesdistrict Grave, de gemeenten Dinther, Erp, Heeswijk, Schijndel, Sint-Michielsgestel, Sint-Oedenrode en Veghel aan het kiesdistrict Veghel en de gemeenten Empel en Meerwijk, Engelen, Hedikhuizen en Herpt aan het kiesdistrict Waalwijk. Een gedeelte van het kiesdistrict Tilburg (de gemeenten Boxtel en Esch) werd toegevoegd aan het kiesdistrict 's-Hertogenbosch.